# جيراردو ألكالا
جيراردو ألكالا (بالإسبانية: Gerardo Alcalá) هو منافس ألعاب قوى مكسيكي، ولد في 28 يونيو 1961.

## وصلات خارجية
- جيراردو ألكالا على موقع الاتحاد الدولي لألعاب القوى (الإنجليزية)
- جيراردو ألكالا على موقع أوليمبيديا (الإنجليزية)